# Rozgrywka na odwróconą rękę
Rozgrywka na odwróconą rękę (ang. "dummy reversal") to w brydżu manewr rozgrywającego polegający na przebijaniu lew w ręce w której jest więcej atutów, na przykład:
```
                       ♠ 9 8
                       
♥
 A K x
                       
♦
 A K x
                       ♣ x x x x x

                       ♠ A K D W x
                       
♥
 x x x x
                       
♦
 x x x x
                       ♣ -
```

S gra kontrakt 4♠ po wiście asem trefl, 100% szansę realizacji kontraktu daje rozgrywka na odwróconą rękę. Rozgrywający przebija pierwszy wist w ręce małym pikiem, a następnie wchodzi czterokrotnie na stół honorami w czerwonych kolorach i przebija 4 trefle figurami pikowymi. Łącznie w rozdaniu weźmie 10 lew - 5 przebitek, 4 lewy honorowe i jednego atuta z dziadka (po oddaniu dziesiątki pik).
```
                       ♠ A 9 7 5
                       
♥
 D 10 9
                       
♦
 10 8 3
                       ♣ D 7 6
             ♠ K D W 10           ♠ 8 6 4 2
             
♥
 6 2                
♥
 8 5 3
             
♦
 D 5 2              
♦
 A K 9 7
             ♣ W 9 4 3            ♣ 10 8
                       ♠ 3
                       
♥
 A K W 7 4
                       
♦
 W 6 4
                       ♣ A K 5 2
```

S gra 4♥ po wiście ♠K. Rozgrywający ma 9 lew z góry, a największą szansę (68% - jeżeli tylko atuty się podzielą u przeciwników 3-2) na 10 lew daje rozgryka na odwróconą rękę. Pierwszy wist pobity jest asem, następnie rozgrywający przebija pikiem asem kier w ręce, wchodzi do stołu damą kier, przebija następnego pika w ręce królem kier, wchodzi do dziadka dziesiątka kier i przebija kolejnego pika waletem kier. Teraz gra trefla do damy, ściąga przeciwnikom ostatniego atuta i ma w ten sposób 10 lew - 3 przebitki w ręce, 3 atuty ze stołu, as pik i 3 trefle.